# تمثيل (منطق)
القياس أو التمثيل أو تشابه وظيفي قسم من أقسام الاستدلال، وهو عبارة عن سراية حكم أمر على أمر آخر بدليل وجود نوع من المشابهة بينهما.
التمثيل هو عملية معرفية لنقل المعلومات أو معنى من موضوع معين (النظير أو المصدر) إلى موضوع معين آخر (الهدف) كما أنه تعبير لغوي متماثل مع هذه العملية. أما المعنى الأضيق لهذا المصطلح، فهو الاستدلال أو الحجاج من موضوع معين لموضوع معين آخر، في مقابل الاستنباط والاستقراء والمنطق البناء، حيث تكون واحدة على الأقل من المقدمات أو الخاتمة عامة. كما يمكن أن تشير كلمة تمثيل إلى العلاقة بين المصدر والهدف نفسيهما، والتي تكون غالبا، ولكن ليس بالضرورة، تشابها، كما هو الحال في التمثيل.
قدم نموذج

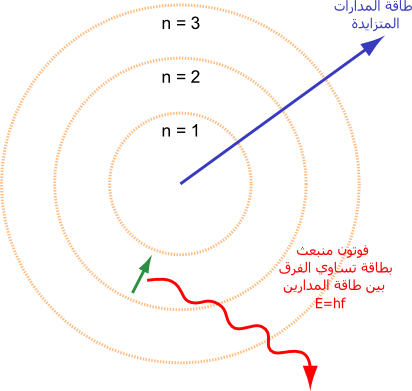
نيلس بور عن الذرة تشابها بين الذرة والنظام الشمسي.

يلعب التمثيل دورا هاما في حل المشكلات مثل اتخاذ القرار والإدراك الحسي والذاكرة والإبداع والمشاعر والتفسير والاتصال. كما أنه يكمن وراء المهام الأساسية مثل تحديد الأماكن والأشياء والناس، على سبيل المثال، في تعرف الوجوه وأنظمة التعرف على الوجوه، وقد قيل أن التمثيل هو «جوهر الإدراك». وتشمل اللغة القياسية المحددة التمثيل والمقارنات والاستعارة والتشبيه والتمثيلات والأمثال ولكن ليس الكناية. كما تعتمد عبارات، مثل وهلم جرا وما شابه ذلك وكما لو كان والكلمة المستخدمة كثيرا وهي مثل، على الفهم القياسي من قبل المتلقي لأي رسالة تشملها. ولا يعد التمثيل مهما فقط في اللغة العادية والفطرة السليمة (حيث تعطي الأمثال والكنايات العديد من الأمثلة على تطبيقه) ولكن أيضا في مجالات العلم والفلسفة والإنسانيات. وترتبط مفاهيم الترابط والمقارنة والتطابق والتماثل الصرفي والرياضي وتماثل الشكل والأيقنة وتساوي الشكل والاستعارة والتشابه والتماثل ارتباطا وثيقا بالتمثيل. وفي علم اللغة المعرفي، قد تكون فكرة الاستعارة المفاهيمية معادلة لتلك الخاصة بالتمثيل.
لقد تمت دراسة التمثيل ومناقشته منذ الكلاسيكية القديمة من قبل الفلاسفة والعلماء والمحامين. وقد أظهرت العقود القليلة الماضية اهتماما متجددا بالتمثيل، وبالأخص في العلوم الاستعرافية.

## استخدام مصطلحي «المصدر» و«الهدف»
فيما يتعلق بالمصطلحين المصدر والهدف هناك نوعان من التقاليد المميزة للاستخدام:
- يتحدث التقليد المنطقي والثقافي والاقتصادي عن السهم أو التماثل أو التطبيق أو التطبيق المحافظ على الشكل مما يكون عادة المجال أو المصدر الأكثر تعقيدا إلى ما هو عادة مجال مقابل أو هدف أقل تعقيدا، وذلك باستخدام كل هذه الكلمات في معنى نظرية التصنيف الرياضية.
- كما يناقش التقليد الذي يظهر[بحث أصيل] أكثر شيوعا في علم النفس المعرفي وفي نظرية الأدب وفي التخصصات داخل الفلسفة وخارج المنطق، التطبيق مما يكون عادة المنطقة الأكثر دراية من الخبرة، وهي المصدر، إلى ما هو عادة المنطقة الأكثر إشكالية من الخبرة، وهي الهدف.